# Dialettica signore-servo

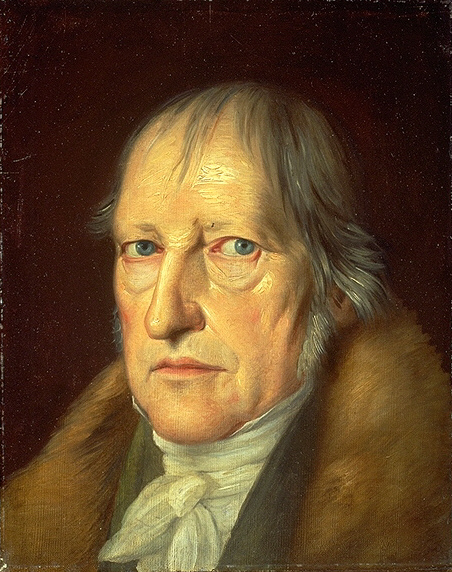
Georg Wilhelm Friedrich Hegel

La dialettica signore-servo (in tedesco: Herrschaft und Knechtschaft) è una celebre "figura"  della Fenomenologia dello spirito di Georg Wilhelm Friedrich Hegel. È considerato un concetto chiave nel sistema filosofico hegeliano, che ha influenzato altri filosofi successivi come Karl Marx, che lo ha reinterpretato in maniera originale. Nel XX secolo questa dialettica ha influenzato vari pensatori, in particolare in ambito culturale francese, come Alexandre Kojève e Jacques Lacan.
Esso descrive, in forma narrativa, l'incontro di due esseri autocoscienti che danno vita a una "lotta mortale" prima che uno schiavizzi l'altro, per poi scoprire che la sua superiorità non gli assicura il controllo del mondo che aveva tentato di ottenere.

## Contesto
Indipendenza e dipendenza dell'autocoscienza; signoria e servitù" è la prima di due sottosezioni del capitolo della Fenomenologia intitolato "Autocoscienza". È seguita da "Libertà dell'autocoscienza; stoicismo, scetticismo e la coscienza infelice".
Si tratta di una storia (o mito) ideata da Hegel per spiegare la sua idea secondo cui l'autocoscienza si eleva dialetticamente fino a divenire ciò che Hegel identifica come la conoscenza assoluta o Spirito o Scienza.

### L'Autocoscienza
L'autocoscienza non ha più in Hegel il significato di essere coscienti di sé, che aveva avuto sino ad allora, ma acquista un valore sociale e politico. L'autocoscienza si raggiunge infatti solo se si riesce a confrontarsi, nella propria particolare esistenza, con quella degli altri. Il riconoscimento delle altre autocoscienze non avviene, come si potrebbe pensare e come in effetti Hegel aveva inizialmente sostenuto nella fase giovanile (vedi: Pensiero di Hegel), attraverso l'amore, bensì attraverso la lotta, il confronto per cui, addirittura, alcuni individui arrivano a sfidare la morte per potersi affermare su quelli che hanno paura e che finiscono per subordinarsi ai primi. È questo il rapporto fenomenologico di "servo-padrone" che si esplica nella dialettica della figura signoria-servitù.

#### Il rapporto "signoria - servitù"
Il signore, nel rischiare la propria vita pur di affermare la propria indipendenza, ha raggiunto il suo scopo, e si eleva su quello che è divenuto il suo servo (poiché ha preferito la perdita della propria indipendenza pur di avere salva la vita). Anche il servo però diventa importante per il signore poiché dal lavoro di quello dipende il suo stesso mantenimento in vita. Il servo, lavorando, dà al padrone ciò di cui ha bisogno. Il padrone non riesce più a fare a meno del servo. Dunque la subordinazione si rovescia. Il padrone diviene servo poiché è strettamente legato al lavoro del servo, e il servo diviene padrone (con la sua attività produttiva) del padrone.
Da notare che non vanno perduti i ruoli originari, ma se ne aggiunge ad entrambi uno nuovo, opposto. Il passato di servo e padrone non viene eliminato del tutto ma in ognuno è in parte tolto e nello stesso tempo conservato il ruolo originario. È il classico rapporto di Aufheben (o Aufhebung) («togliere e conservare», «toglimento» e «superamento») che si stabilisce tra i vari momenti dello sviluppo dialettico, che nella dialettica del servo sono 
- paura della morte,
- servizio,
- lavoro (indipendenza).

Inoltre, il lavoro forma, poiché il servo, in ciò che produce, mette tutto se stesso e non solo la sua forza materiale, mentre il padrone si limita ad utilizzare gli oggetti prodotti. Poiché le cose non sono di sua proprietà, il servo riesce a dominare i propri desideri: dunque, attraverso il lavoro, l'autocoscienza acquisisce anche la dignità.

#### Stoicismo e scetticismo
Il raggiungimento dell'indipendenza, ultimo dei tre momenti della dialettica servo-padrone, coincide con lo stoicismo, ossia quella visione del saggio che ritiene di poter fare a meno delle cose e quindi si sente al di sopra della natura raggiungendo così l'autosufficienza. Tuttavia, in questo modo lo stoico s'illude di eliminare la realtà che continua invece a sussistere e ad influenzare la sua vita.
Chi invece riesce ad ignorare totalmente la realtà è lo scettico. Tuttavia lo scetticismo si contraddice, poiché da un lato lo scettico dubita della realtà e dichiara che tutto è vano e incerto, mentre dall'altro vorrebbe poter sostenere qualcosa di reale e vero. Questa scissione tra l'uno e il Tutto, tra l'individuo e la totalità del mondo, si ripropone nella figura della coscienza infelice religiosa tra il soggetto e la totalità di Dio.

#### La coscienza infelice religiosa
La scissione tra la coscienza mutevole dell'individuo e quella immutabile di Dio diventa esplicita in quella spaccatura che l'uomo avverte fra se stesso e Dio. Questa scissione appare evidente nell'ebraismo, dove il Dio è visto come un essere totalmente trascendente, padrone della vita e della morte: vi sarebbe dunque un rapporto di signoria-servitù fra Dio e l'uomo (cfr. Pensiero di Hegel: il periodo di Jena).
In un secondo momento, con il Cristianesimo medioevale, questa scissione sembra sanarsi quando Dio si assimila all'uomo incarnandosi.
Tuttavia, nulla viene veramente risolto: Cristo, da un lato, con la propria resurrezione, ritorna ad allontanarsi dall'uomo, superando la sua stessa incarnazione e, per altro verso, essendo Cristo vissuto storicamente in tempi anteriori, i molti che gli sono succeduti non hanno potuto assistere al miracolo dell'incarnazione di un Dio che ormai è separato dalla storia e lontano dai credenti.
Pertanto la scissione è tutt'altro che risolta, e la coscienza, sentendosi ancora separata dall'Assoluto, permane nell'infelicità.
Le manifestazioni dell'infelicità della coscienza dell'uomo cristiano-medievale sono tre:
- la devozione, con cui l'uomo si mortifica ed umilia riconoscendo Tutto in Dio e Niente in sé. Inoltre, la devozione è solo sentimentalismo, sentimento, che per Hegel non porta all'infinito;
- Le opere di bene, attraverso cui l'uomo spera di congiungersi con Dio. Tuttavia, egli ritiene che le sue forze e le sue opere siano dono di Dio. È un ulteriore, mortificante riconoscimento della sua dipendenza e separazione da Dio.
- La mortificazione di sé e del proprio corpo con le pratiche ascetiche. È il punto più basso, il fondo dell'infelicità.

La presa di coscienza del proprio valore, dopo aver toccato il punto più basso con la mortificazione di sé nei confronti della divinità, avviene nel Rinascimento, quando l'uomo riprende coscienza della propria forza ed inizia il cammino per raggiungere l'Assoluto.